# Rüflensmühle
Die Rüflensmühle ist eine zur Gemeinde Oppenweiler gehörige Einzelsiedlung im baden-württembergischen Rems-Murr-Kreis. Die Mühle wurde 1945 stark beschädigt und nach dem Krieg wiederaufgebaut; 1975 wurde sie stillgelegt.

## Lage
Die ehemalige Wassermühle befindet sich etwa 1,2 Kilometer nordöstlich der Ortsmitte von Oppenweiler an einem rechts von der Murr abzweigenden Mühlkanal. Umliegende Ortschaften sind Ellenweiler flussaufwärts im Nordosten, Reichenbach gegenüber am linken Talrand, Unterer Reichenberg im Südwesten und Oberer Reichenberg mit der Burg Reichenberg im Nordwesten.

## Geschichte

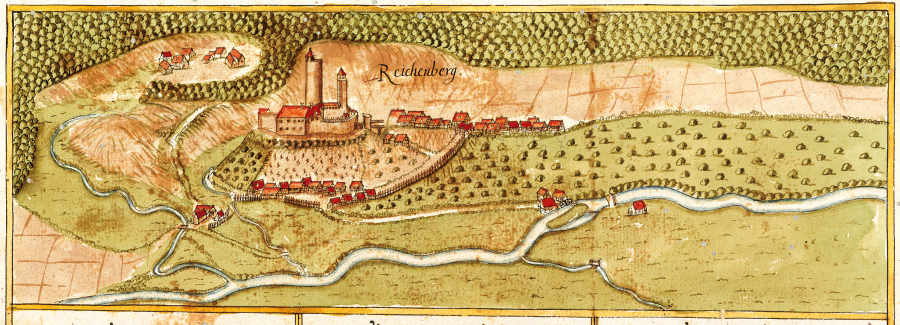
Die Rüflensmühle rechts unterhalb der Burg Reichenberg. Ansicht von Andreas Kieser (Ende des 18. Jahrhunderts)

Die Rüflensmühle wurde wahrscheinlich vor 1230 auf Befehl des Markgrafen Hermann V. von Baden und von Verona erbaut. 1230 tauschte der Markgraf die Mühle mit dem Augustiner-Chorherrenstift Backnang gegen Grundstücke in Cottenweiler ein, die durch den Weissacher See überflutet worden waren.
Um 1830 diente die Anlage als Getreidemühle und war im Besitz des Christoph Kienzlen. Die Mühle hatte einst 3 Wasserräder. Um 1900 diente die Mühle (Leistung 31 PS) auch als Futterschneide, Obstmühle und als Elektrizitätswerk. Ende April 1945 wurde die Rüflensmühle bei Kämpfen zwischen der anrückenden US-Armee und der sich zurückziehenden deutschen Wehrmacht fast vollständig zerstört. Nach Kriegsende erfolgte der Wiederaufbau, bei dem der alte Gewölbekeller und Teile des Erdgeschosses in das neue Gebäude integriert wurden. 1975 wurde die Mühle stillgelegt, allerdings blieben die Turbinen (Voith-Francis und Wolf-Kaplan) in Betrieb. Die erste wurde 1990 erneuert und lieferte 32 kW, letztere nur noch 7 kW.

### Einwohnerentwicklung
- 1871: 7 Einwohner[1]